# 田原市立泉中学校
田原市立泉中学校（たはらしりつ いずみちゅうがっこう）は、愛知県田原市江比間町にあった公立中学校。

## 沿革
- 1947年（昭和22年）4月 - 「泉村立泉中学校」として創立[1]。
- 1955年（昭和30年）4月15日 - 町村合併に伴い、「渥美町立泉中学校」に改称[1]。
- 1964年（昭和39年） - 河合俊郎作詞の校歌を制定[1]。
- 2005年（平成17年）10月1日 - 編入合併に伴い、「田原市立泉中学校」に改称[1]。
- 2021年（令和3年）
  - 3月13日 - 閉校記念式典を実施[2]。
  - 3月31日 - 赤羽根中学校への統合に伴い閉校。

## 学区
進学前小学校である田原市立泉小学校と同じ学区。

## 著名な出身者
- 辻彩乃 - バレーボール選手
- 久田哲史 - Speee創業者・元代表取締役、Print代表取締役、Datachain代表取締役